# Rymanów
Rymanów è un comune urbano-rurale polacco del distretto di Krosno, nel voivodato della Precarpazia.
Ricopre una superficie di 165,79 km² e nel 2004 contava 15 510 abitanti.